# Mario Canciani
Mario Canciani (Roma, 18 gennaio 1928 – Roma, 20 ottobre 2007) è stato un presbitero, biblista e scrittore italiano.
Fu noto per il suo impegno verso i poveri, i carcerati e gli ammalati, oltre che per le sue teorie a sostegno dei diritti degli animali..

## Biografia
Dopo aver studiato filosofia e teologia, appena consacrato sacerdote (1952), si occupa dei giovani seminaristi, approfittando dell'occasione per rileggere la Summa Theologiae di San Tommaso d'Aquino (il teologo da lui preferito). Viene poi mandato come viceparroco a Santa Maria del Buon Consiglio al Quadraro; in seguito è trasferito al Santuario della Madonna del Divino Amore. Nel 1961 diventa parroco ad Acilia, dove la chiesa di San Pier Damiani (presso Casal Bernocchi) è ancora tutta da costruire. Qui riceve la visita di Paolo VI.
Nella minuscola sagrestia scrive i primi libri: La ragione di fronte all'esistenza di Dio (Marietti) – dove critica l'ateismo marxista – e successivamente Cammino alla fede e Cammino nella fede (Paoline). Sperimenta, già prima del Concilio Vaticano II, la messa in italiano con l'altare rivolto verso il popolo e l'omelia dialogata con la partecipazione dei fedeli. In Vita da prete racconterà, a distanza di tempo, le sue lotte sociali – avvenute in questi anni – di iniziativa in favore della gente delle borgate romane, vivendo il '68 in opposizione ma a volte anche in simpatia con gli ideali dei contestatori di sinistra.
Nel 1974 diventa assistente diocesano dell'Azione Cattolica. Per il Natale del 1975 è trasferito a San Teodoro al Palatino, una chiesa che era rimasta chiusa per decenni e che egli ripopola. Dal 2 maggio 1982 è parroco presso la basilica di San Giovanni dei Fiorentini, vicino al Vaticano. Qui, per circa vent'anni, è parroco e confessore di Giulio Andreotti, il quale non venne d'altra parte mai considerato da Canciani come un parrocchiano più importante dagli altri. Alla morte di Canciani, i familiari donarono alla Basilica l'organo positivo che amava suonare e sul quale si esercitava anche con musiche da lui stesso composte. Il 20 dicembre 2008, l'organo "Michelangelo Colomeo 1867" viene intitolato alla sua memoria.
Monsignor Canciani era inoltre un insigne biblista; così riferiva dei suoi assidui studi, non motivati da un desiderio di erudizione, bensì dalla volontà di svolgere al meglio il difficile compito pastorale fra la gente:
Studiò la simbologia dell'asino nel cristianesimo antico – dimostrando che si trattava non di un simbolo negativo, bensì positivo – e ne ricevette apprezzamenti da diverse università estere. Era vegetariano e permetteva ai propri fedeli di introdurre in chiesa animali domestici come cani e uccellini, ai quali poteva essere impartita la benedizione. Nel libro Ultima cena dagli esseni avallò la tesi storica secondo cui Gesù – celebrando la pasqua con il calendario esseno – non avesse voluto cibarsi della carne di agnello, sacrificandosi egli stesso come Agnello al posto di ogni altro innocente. Per queste ragioni, Canciani esortava i fedeli a non mangiare l'agnello a Pasqua; a questo proposito, dichiarò in un'intervista:
Nel libro Nell'arca di Noè: religioni e animali (Il Carroccio, 1990) argomentò la tesi secondo cui anche gli animali hanno un'anima. Dichiarò più volte che «anche per gli animali c'è posto in paradiso» e, nonostante le critiche rivoltegli da alcuni ecclesiastici tradizionalisti, poté sempre contare sulla particolare simpatia di Paolo VI e su quella degli altri papi. Memorabile fu per Canciani, il 26 dicembre del 1958, la visita di Giovanni XXIII a Regina Coeli, il carcere dove egli assisteva spiritualmente i detenuti. Canciani fu infatti – sia in parrocchia sia in carcere – un assiduo confessore e amava ripetere che «Dio è smemorato» e perciò perdona sempre i peccati di chi si pente con vero dolore. Scrisse di condividere la frase, attribuita a Balthasar, secondo cui «L'inferno esiste, ma è vuoto» per l'infinita misericordia di Dio.
Era, oltre che un indulgente confessore, un tenace persuasore morale; con le ragioni del Vangelo dissuase infatti molte donne dall'abortire e diverse coppie dal divorziare. Canciani si ispirava, per il proprio operato, alle figure di San Francesco d'Assisi e San Filippo Neri, e in effetti, come le esistenze di questi due grandi santi, così anche la vita di lui si caratterizzò per la sua mitezza, la sua calorosità, la sua fede, la sua capacità di suscitare conversioni, il suo grande amore (non puramente teorico ma sempre ricco di gesti concreti) verso gli ultimi della società e la sua tenera compassione nei confronti degli animali, che, proprio come San Francesco, anche lui chiamava «i nostri fratelli più piccoli».

## Opere
- Mario Canciani, Nell'Arca di Noè. Religioni e animali, Edizioni Carroccio, 1990.
- Mario Canciani, Vita da prete, Milano, Mondadori, 1991, ISBN 88-04-34449-0.
- Mario Canciani, Ultima cena dagli Esseni, Edizioni Mediterranee, 1995, ISBN 978-88-272-1115-1.